# Sysslebäck

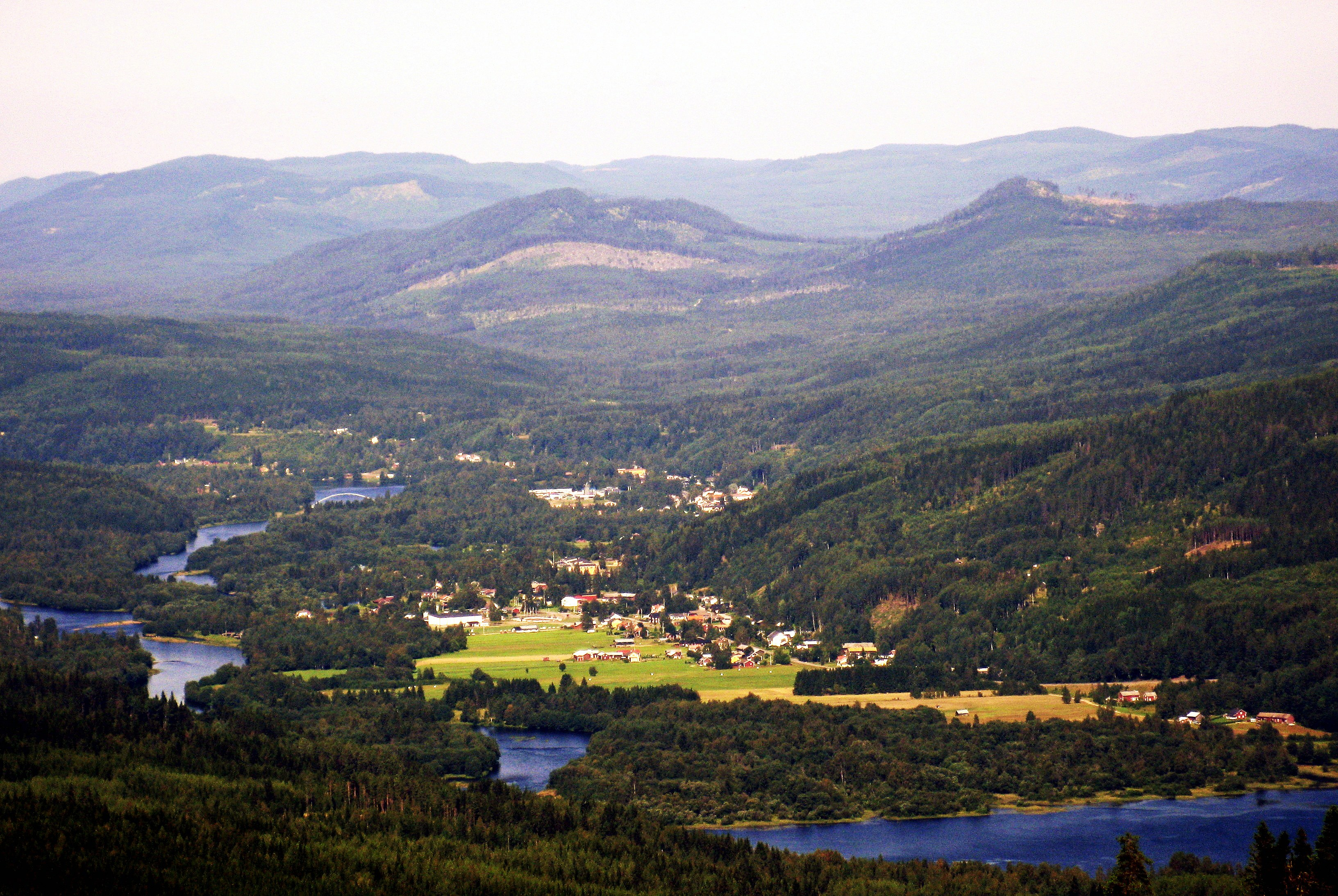
Blick auf Sysslebäck

Sysslebäck ist ein Ort (Tätort) in der Gemeinde Torsby in der schwedischen Provinz Värmlands län und der historischen Provinz Värmland.

## Geografie
Der Ort liegt am Riksväg 62, etwa 70 Kilometer nördlich von Torsby und etwa 40 Kilometer westlich von Malung in der Nähe der norwegischen Grenze. Durch das Ortsgebiet verläuft der Fluss Klarälven.

## Geschichte
Sysslebäck wurde 1952 gemeinsam mit Höljes, Likenäs und Långav zur Gemeinde Finnskoga-Dalby vereinigt. Sysslebäck wurde in dieser mit seinen damals 730 Einwohnern zum Zentrum. 1974 wurde die Gemeinde im Zuge einer weiteren Gebietsreform aufgelöst und die Orte kamen zur Gemeinde Torsby, in welcher Sysslebäck das nördliche Zentrum bildete.

### Einwohnerentwicklung
| Jahr            | 1960 | 1965 | 1970 | 1975 | 1980 | 1990 | 1995 | 2000 | 2005 | 2010 |
| --------------- | ---- | ---- | ---- | ---- | ---- | ---- | ---- | ---- | ---- | ---- |
| Einwohnerzahlen | 730  | 776  | 717  | 665  | 637  | 616  | 642  | 585  | 539  | 527  |

## Sport
Sysslebäck gilt als ein Sportzentrum der Region. Mit dem im Ort ansässigen Sysslebäcks IF und der von diesem betriebenen Nachwuchszentrum am Sysslebäcksbacken und den umliegenden Skilanglaufloipen ist Sysslebäck seit den 1930er Jahren ein Schwerpunkt im Nordischen Skisport in der Region. 2002 fanden in Sysslebäck die Schwedischen Skimeisterschaften statt. Im Ort spielt zudem der Nordvärmlands FF unterklassigen Fußball.

## Wirtschaft
Der Möbelproduzent Samhall betreibt in Sysslebäck eine Fabrik, in der Betten für das Möbelhaus IKEA produziert werden. Ein weiterer großer Wirtschaftsfaktor des Ortes ist der Tourismus, der vor allem in den Wintersportgebieten des Gemeindegebiets eine große Rolle spielt. Das bekannteste Skigebiet ist Branäs. In einer alten Schule in Sysslebäck befindet sich eine Schokoladenfabrik.

## Persönlichkeiten
Söhne und Töchter des Ortes:
- Gunder Bengtsson (1946–2019), Fußballtrainer
- Helena Olsson Smeby (* 1983), Skispringerin

Persönlichkeiten, die in diesem Ort gewirkt haben:
- Jan Halvardsson (* 1976), Skispringer